# Locris hieroglyphica
Locris hieroglyphica är en insektsart som beskrevs av Lethierry 1883. Locris hieroglyphica ingår i släktet Locris och familjen spottstritar. Inga underarter finns listade i Catalogue of Life.